# Arthur Hawley Scribner
Arthur Hawley Scribner auch Arthur H. Scribner (* 15. März 1859 in Manhattan; † 3. Juli 1932 in Mount Kisco) war ein amerikanischer Verleger und Mäzen.

## Leben
Arthur H. Scribner entstammte der Scribner-Familie, deren Vorfahre Charles Scribner den Verlag Charles Scribner’s Sons in New York mitbegründet hatte, der Verlag gehört heute zu Simon & Schuster. Er studierte an der Universität Princeton; während seines Studiums wurde er Mitglied und Organisator des Ivy Club. Im Juni 1881 trat er in das Familienunternehmen Charles Scribner's Sons ein.
Von 1916 bis 1920 war er Präsident des Grolier Club. Der Universität Princeton vermachte er 150.000 Dollar. Der Verlagsitz befand sich im Scribner Building auch bekannt als »Altes Scribner Gebäude«, es wurde von Ernest Flagg im Stil der Beaux-Arts-Architektur im Jahr 1893 erbaut. Es befindet sich an der Nummer 153–157 in der Fifth Avenue in Manhattan, an der 21. Straße. Es diente als Sitz der Geschäftsleitung der Charles Scribner Söhne Verlag. Ernest Flagg hat ein weiteres Unternehmensgebäude in den Jahren 1912 bis 1913 entworfen, das Charles Scribner Söhne Gebäude, an der 597 Fifth Avenue.